# Jeju-do

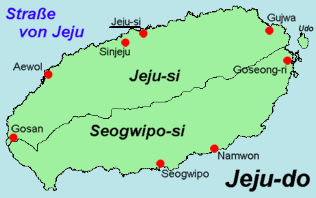
Karte der Provinz Jeju (Jeju-do)

Jeju-do ist eine Provinz in Südkorea um die subtropische Vulkaninsel Jejudo südlich der Koreanischen Halbinsel. Jejudo ist die bei weitem größte südkoreanische Insel. Ihr Gebiet wurde 1946 verwaltungstechnisch von der Provinz Jeollanam-do abgetrennt und bildet seitdem zusammen mit einigen weiteren Inseln wie Udo und den Chuja-Inseln die kleinste Provinz (seit 1. Juli 2006 Sonderautonomieprovinz) Südkoreas.

## Namen
Die Insel war ab dem 17. Jahrhundert auch unter dem Namen Quelpart bekannt.
Auf Koreanisch heißt do sowohl Insel als auch Provinz, nur die Hanja unterscheiden sich. In der romanisierten Form wird die Provinz, die, wie in der Zusammenfassung oben formuliert, auch noch weitere Inseln umfasst, mit einem Bindestrich geschrieben, die Insel selbst jedoch nicht.
| Bezeichnung                                    | Revid. Romanisierung    | Hangeul          | Hanja          |
| ---------------------------------------------- | ----------------------- | ---------------- | -------------- |
| Sonderautonomieprovinz * Jeju (amtlicher Name) | Jeju teukbyeol jachi-do | 제주 특별 자치도 | 濟州特別自治道 |
| Jeju-do (Kurzname der Provinz)                 | Jeju-do                 | 제주도           | 濟州道         |
| Jejudo (Insel)                                 | Jejudo                  | 제주도           | 濟州島         |
| Stadt Jeju (Nordhälfte der Insel)              | Jeju-si                 | 제주시           | 濟州市         |

*seit 1. Juli 2006

## Geschichte

Ehemalige Flagge von Jeju-do

Bis ins 12. Jahrhundert herrschte das Tamna Königreich (Japanisch: Tanimora) über Jeju-do. Es wird angenommen, dass bis ins Jahr 700 Alt-Japanisch auf Jeju gesprochen wurde, was nach und nach von koreanischen Einwanderern aus Silla und Baekje verdrängt wurde. Noch heute gibt es manche Lehnwörter aus dem Japanischen.
Jeju-do kam erst 938 unter die Herrschaft eines koreanischen Reiches. Während der Goryo- (935–1392) und der Joseon-Dynastie (1392–1910) diente die Insel oft als politisches Exil.
Der holländische Seefahrer Hendrik Hamel (1630–1692) war 1666 der erste bekannte Europäer, der über Korea berichtete. Er strandete 1653 auf einer Fahrt von Japan zu einer holländischen Kolonie in Indonesien mit 35 Gefährten, die den Schiffbruch überlebten, auf Jeju-do und nannte die Insel Quelpart. Sie wurden dank der von den Mandschu erzwungenen Abschottungspolitik und ihrer Herkunft vom „Erzfeind“ Japan auf dem koreanischen Festland gefangengehalten.
Ein anderer Holländer (Jan Weltevree), der damals bereits 26 Jahre dort gefangengehalten worden war, übersetzte zunächst. Hamel konnte erst 13 Jahre später mit sieben anderen Seeleuten nach Japan fliehen. Seine Erlebnisse schilderte er in einer in ganz Europa gelesenen Reiseschilderung.
Erste Karten dieser Meeresregion weisen den Mt. Halla auch als Mt. Auckland aus.

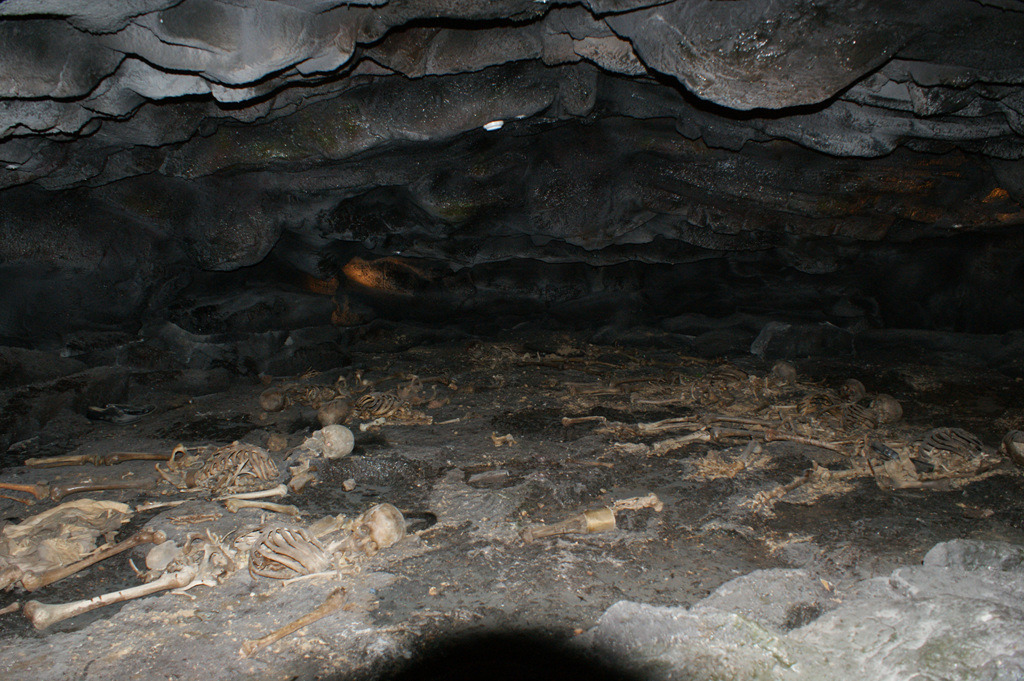
Menschliche Überreste 1948/49 (durch Rauch getötet), nach dem genozidähnlichen Jeju-Massaker in der Darangshi-Höhle, Jeju-do

Kurz nach dem Zweiten Weltkrieg und vor Einsetzung einer rechtsgerichteten Lokalregierung durch die US-amerikanische Militärregierung in Seoul, kam es auf Jeju am 3. April 1948 zu einem Aufstand. Polizei und Armee schlugen – unter den Augen der USAMGIK – mit großer Brutalität zurück. Nach offiziellen koreanischen Angaben wurden bei dem genozidähnlichen Jeju-Massaker zwischen April 1948 und August 1949 270 von insgesamt 400 Dörfern auf der Insel ausgelöscht und mehr als 27.000 Personen getötet. Andere Schätzungen schwanken zwischen 30.000 und 60.000 Menschen oder mehr – bei einer Gesamtbevölkerung von etwa 300.000 Menschen.
Während der Fußball-Weltmeisterschaft 2002 war die deutsche Mannschaft in Seogwipo untergebracht, in dessen Stadion drei Spiele stattfanden.
Seit einigen Jahren ist eine große Kontroverse um den laufenden Bau der weitläufigen Marinebasis Gangjeong auf einem Teil der Insel entbrannt. Trotz massiven Widerstandes der lokalen Bevölkerung, die eine starke Zerstörung der einmaligen Natur der Insel befürchtet, wird der Bau weitergetrieben.

## Geographie

Der Krater des Hallasan

Die Insel selbst liegt in der Koreastraße, südwestlich von Jeollanam-do. Die Provinz umfasst auch 26 kleine Inseln, die in der Nähe der Hauptinsel liegen.
Die Hauptstadt der Provinz ist Jeju-si im Norden der Insel.
Die Insel besteht aus vulkanischen Materialien, welche vom Berg Hallasan, mit 1950 Meter der höchste Berg in Südkorea, stammen. Dieser ruhende Vulkan liegt in der Mitte der Insel und hat einen Kratersee. Der Berg und die Umgebung ist ein Nationalpark. Hunderte von vulkanisch geformten Hügeln mit vielen Lavatunneln geben der Landschaft eine eigene Atmosphäre. Jeju-do hat auch den einzigen Wasserfall in Asien, der direkt ins Meer fällt.

### Administrative Aufteilung
Die die ganze Insel umfassende Sonderautonomieprovinz Jeju-do ist in zwei Städte unterteilt:
- Jeju-si (제주시, 濟州市; nimmt die Nordhälfte der Insel ein)
- Seogwipo-si (서귀포시, 西歸浦市; nimmt die Südhälfte der Insel ein)

Bis zum 30. Juni 2006 gab es außerdem die Landkreise
- Bukjeju-gun (북제주군, 北濟州郡; jetzt zur Stadt Jeju; bestand aus zwei westlich und östlich davon gelegenen Gebieten in der Nordhälfte der Insel)
- Namjeju-gun (남제주군, 南濟州郡; jetzt zur Stadt Seogwipo; bestand aus zwei westlich und östlich davon gelegenen Gebieten in der Südhälfte der Insel)

## Infrastruktur

### Schifffahrt
Obwohl die Insel strategisch günstig liegt, waren die Häfen bislang nicht ausgebaut. Dies lag an den flachen Stränden mit Unterwassersteinen, welche für die Schifffahrt gefährlich sind. Der wichtigste Hafen der Insel liegt in der Stadt Jeju-si im Norden. Seit 2011 ist jedoch die Marinebasis Gangjeong in Bau.

### Stromversorgung
Seit 1996 existiert zur Insel Jeju eine Seekabelverbindung vom südkoreanischen Festland her, die HGÜ Haenam–Cheju.

## Wirtschaft und Tourismus
Das subtropische Klima macht Jeju auch für die koreanische Landwirtschaft bedeutsam. Besonders Mandarinen, Pilze und Tee werden exportiert. Der Tourismus entwickelt sich seit den 1970er Jahren und wird zunehmend zur Haupteinnahmequelle.
Die subtropische Insel zieht viele nationale Touristen an und ist besonders beliebt als Ziel für Hochzeitsreisen (siehe auch Love Land). Besucher der südkoreanischen Ferieninsel werden am Meer gelegentlich von einem Pfeifton überrascht, der dem Pfeifen einer Lokomotive in der Ferne ähnlich tönt. Es handelt sich dabei um den sogenannten Sumbisori, den die Haenyeo ausstoßen, wenn sie aus dem Meer auftauchen und die vor dem Abtauchen eingeatmete Luft auspusten. Haenyeo („Meerfrauen“) werden die fast sechstausend Inselbewohnerinnen genannt, die heute noch auf Jeju dem traditionellen Gewerbe des Tauchens nach Meeresfrüchten nachgehen. Sie holen Algen, Schnecken, Muscheln und andere Schalentiere sowie Seeigel und Seegurken vom Meeresboden. Dazu tauchen sie ohne Atemgerät, nur mit einem Neoprenanzug, Tauchmaske und Flossen, bis zu 20 Meter tief.
Als ein für die Insel wichtiges Kulturerbe gelten die Steinmauern von Jeju-do, die sich als Batdam (밭담) einem Spinnennetz gleich über 22.100 km über die gesamte Insel erstrecken, als Wondam (원담) bezeichnet an flacheren Stellen der Küste im Meer zum Fischfang errichtet wurde und als Sandam (산담) Gräber der Verstorbenen einfrieden und schützen.

## Religionen
Die traditionellen Schamanen-Religionen haben sich bis heute auf der Insel erhalten. Immer noch sollen hier rund 18.000 verschiedene Gottheiten angebetet werden.

## Schwesterprovinzen
Jeju hat vier Schwestergebietskörperschaften, die alle ebenfalls Inseln sind:
- Hainan, Volksrepublik China
- Hawaii, USA
- Sachalin, Russland
- Bali, Indonesien.

## Wahrzeichen
Die Blume der Provinz ist der Rhododendron Rhododendron weyrichii (Chamkkot). Der Baum der Provinz ist der Kampferbaum Cinnamomum camphora siebold (Noknamu). Der Vogel der Provinz ist der Weißrückenspecht Dendrocopos leucotos quelpartensis.

## Wahrnehmung in Korea
Die Koreaner sind stolz auf die Insel Jeju, betrachten sie doch die Insel als ein Juwel. Die Insel gilt den Koreanern als geheimnisumwitterte, mythische Insel. Bis vor etwa 100 Jahren war das 85 Kilometer südlich des koreanischen Festlands gelegene Eiland weitgehend von der Außenwelt abgeschnitten. Den wichtigsten Kontakt nach außen stellten Verbannte dar, die vor allem aus politischen Gründen nach Jeju abgeschoben worden waren.